# L'Infant Charles de Bourbon
El infante Carlos María Isidro
L'Infant Charles de Bourbon (en espagnol : Carlos María Isidro de Borbón y Borbón-Parma, infante de España), est une peinture à l'huile réalisée par Francisco de Goya en 1800 comme esquisse préparant la réalisation de La Famille de Charles IV et représentant Charles de Bourbon.

## Contexte de l'œuvre
Cette esquisse est l'une des dix études au naturel peintes par Goya dans le Palais royal d'Aranjuez en été 1800. D'après le souhait de Marie-Louise de Bourbon-Parme, le peintre a fait le portrait séparément de chaque membre de la famille royale afin que tout le monde n'ait pas à poser de longues heures en même temps.
Le portrait représente l'infant Charles de Bourbon, fils de Charles IV d'Espagne et de Marie-Louise de Bourbon-Parme. Extrêmement religieux et traditionaliste, il fut, à la mort de son frère Ferdinand VII d'Espagne, le premier prétendant carliste au trône espagnol, du nom de Charles V, ce qui donna lieu aux guerres carlistes.

## Provenance
Il provient des collections royales et a été localisé au palais royal de Madrid en 1814. Il est intégré au Musée du Prado avant 1834, étant donné qu'il figure dans l'inventaire du Musée royal cette année-là. Il est cité pour la première fois dans le catalogue officiel du musée du Prado en 1872.

## Analyse
Toutes les esquisses ont comme caractéristique principale une couche de fixateur de fonds rouge et des traits du visage construits en un seul ton, de même que les masses principales. Une fois définis les plans et les proportions, des nuances de couleurs sont ajoutées.
Il s'agit d'une œuvre de très grande qualité, à travers laquelle Goya montre sa maîtrise des coups de pinceau lâches et vibrants sur une excellente préparation rougeâtre pour y asseoir l'huile. Goya a créé un tableau où l'on aperçoit parfaitement les traits physiques et psychologiques de l'infant, à savoir des yeux obscurs, un petit nez et une lèvre supérieure fine pour une lèvre inférieure charnue. L'infant en buste, porte une chemise de col haut, un jabot en dentelle et une casaque marron.
Le peintre déploie dans le tableau toute la vitalité et les traits sentimentaux de l'infant, dans une œuvre qui cherche à convaincre sans idéaliser, une fonction qui sera réservée à la toile définitive. Plusieurs changements ont d'ailleurs été effectués dans celle-ci : l'image est plus diffuse et le visage gelé, différent du caractère alègre et sincère de l'infant. La psychologie compliquée de l'infant est également atténuée et semble chercher refuge sous la figure de son frère Ferdinand, futur roi d'Espagne.
Il porte la ceinture rouge de la Toison d'or ainsi que le ruban de l'Ordre de Charles III d'Espagne et celle de Saint-Janvier,.